# David Shaw (Eishockeyspieler)
David William Martin Shaw (* 25. Mai 1964 in St. Thomas, Ontario) ist ein ehemaliger kanadischer Eishockeyspieler. Der Verteidiger absolvierte zwischen 1983 und 1998 insgesamt über 800 Spiele für sechs Teams in der National Hockey League. Den Großteil dieser Zeit verbrachte er bei den Nordiques de Québec, die ihn im NHL Entry Draft 1982 an 13. Position ausgewählt hatten, sowie bei den New York Rangers.

## Karriere

### Jugend
David Shaw wurde in St. Thomas geboren, wuchs aber im 70 Kilometer entfernten Exeter auf und spielte in seiner Jugend unter anderem für die Stratford Cullitons, bevor er zur Saison 1981/82 zu den Kitchener Rangers in die Ontario Hockey League (OHL) wechselte, die ranghöchste Juniorenliga seiner Heimatprovinz. Mit den Rangers, die in der Abwehr in Person von Al MacInnis und Scott Stevens bereits mit zwei späteren Hall-of-Fame-Mitgliedern besetzt waren, gewann er als Rookie sowohl die Meisterschaft der OHL in Form des J. Ross Robertson Cups als auch den anschließenden Memorial Cup. In der Folge wurde der Verteidiger im NHL Entry Draft 1982 an 13. Position von den Nordiques de Québec ausgewählt, kehrte jedoch vorerst nach Kitchener zurück. Dort steigerte er seine persönliche Statistik deutlich auf 74 Scorerpunkte aus 57 Spielen, während er parallel dazu im Januar 1983 sein Debüt für die Nordiques in der National Hockey League (NHL) feierte. Schließlich spielte der Kanadier 1983/84 seine letzte Junioren-Saison, in der er mit den Rangers erneut das Endspiel der OHL-Playoffs und (als gastgebende Mannschaft) das Memorial-Cup-Finale erreichte, dort jedoch jeweils den Ottawa 67’s unterlag. Ferner wurde er sowohl ins OHL First All-Star Team als auch ins All-Star-Team des Memorial Cups gewählt, nachdem er bei Letztem in vier Spielen zehn Punkte erzielt hatte und mit sieben Assists bester Vorbereiter des Turniers wurde (gemeinsam mit Adam Creighton).

### NHL
Mit Beginn der Spielzeit 1984/85 wechselte Shaw fest in die Organisation der Nordiques de Québec und etablierte sich nach einem Jahr, das er hauptsächlich bei deren Farmteam, den Fredericton Express, in der American Hockey League verbracht hatte, auch in deren NHL-Aufgebot. Er absolvierte zwei komplette Saisons in Québec, bevor ihn die Nordiques im September 1987 samt John Ogrodnick an die New York Rangers abgaben und dafür Jeff Jackson und Terry Carkner erhielten. Bei den Rangers übernahm der Abwehrspieler direkt das Amt des Assistenzkapitäns, während er in seinem ersten Jahr in New York mit 32 Punkten aus 68 Spielen seinen persönlichen Karriere-Bestwert erzielte. In der Folge verbrachte er etwas mehr als vier Jahre bei den Broadway Blueshirts, wobei er einen Großteil der Spielzeit 1989/90 aufgrund einer Schulterverletzung verpasst hatte. Schließlich transferierten ihn die Rangers im November 1991 im Tausch für Jeff Beukeboom zu den Edmonton Oilers, womit der Wechsel von Mark Messier nach New York im Monat zuvor komplettiert wurde.
Die Oilers hatten jedoch keine Verwendung für Shaw, sodass er bereits im Januar 1992 nach zwölf absolvierten Partien im Tausch für Brian Glynn zu den Minnesota North Stars geschickt wurde. In Minnesota beendete er nur die Spielzeit 1991/92, bevor er im September 1992 ohne weitere Gegenleistung an die Boston Bruins abgegeben wurde. Nach drei Wechseln in weniger als einem Jahr stellte Boston wieder eine längerfristige Karrierestation des Kanadiers dar, so absolvierte er in den folgenden drei Saisons über 170 Spiele für die Bruins und erreichte mit ihnen in den Playoffs 1994 das erste und einzige Mal seiner Karriere die zweite Runde der post-season.
Im August 1995 wurde Shaw im Tausch für ein Drittrunden-Wahlrecht im NHL Entry Draft 1996 zu den Tampa Bay Lightning transferiert, die sein letztes NHL-Team darstellen sollten. Nach knapp zweieinhalb Jahren in Florida wurde er im März 1998 samt Bryan Marchment an die San Jose Sharks abgegeben, während Andrei Nasarow nach Tampa wechselte und die Teams darüber hinaus jeweils ein Erstrunden-Wahlrecht für den NHL Entry Draft 1998 tauschten. Für die Sharks kam der Kanadier allerdings nicht mehr zum Einsatz, sondern ließ seine Karriere in der International Hockey League bei den Las Vegas Thunder sowie ab Januar 2001, nach knapp eineinhalb Jahren ohne Pflichtspiel, bei den Chicago Wolves ausklingen. Insgesamt hat der Verteidiger 814 NHL-Partien bestritten und dabei 206 Scorerpunkte verzeichnet.

## Erfolge und Auszeichnungen
- 1982 J.-Ross-Robertson-Cup-Gewinn mit den Kitchener Rangers
- 1982 Memorial-Cup-Gewinn mit den Kitchener Rangers
- 1984 OHL First All-Star Team
- 1984 All-Star-Team des Memorial Cups

## Karrierestatistik
(Legende zur Spielerstatistik: Sp oder GP = absolvierte Spiele; T oder G = erzielte Tore; V oder A = erzielte Assists; Pkt oder Pts = erzielte Scorerpunkte; SM oder PIM = erhaltene Strafminuten; +/− = Plus/Minus-Bilanz; PP = erzielte Überzahltore; SH = erzielte Unterzahltore; GW = erzielte Siegtore; 1 Play-downs/Relegation; Kursiv: Statistik nicht vollständig)